# Włodzimierz Mazur
Włodzimierz Mazur (18. april 1954 - 1. december 1988) var en polsk fodboldspiller (angriber)
Mazur spillede i en årrække i hjemlandet hos Zagłębie Sosnowiec, og havde også et to sæsoner langt ophold i Frankrig hos Rennes. Han opnåede desuden 23 kampe og scorede tre mål for det polske landshold. Han var med i landets trup til VM i 1978 i Argentina. Han spillede dog kun én af holdets kampe i turneringen, hvor polakkerne blev slået ud efter det andet gruppespil.